# Lepetellicola brescianii
Lepetellicola brescianii is een eenoogkreeftjessoort uit de familie van de Chitonophilidae. De wetenschappelijke naam van de soort is voor het eerst geldig gepubliceerd in 2002 door Huys, Lopez Gonzalez, Roldan & Luque.